# Мейерфельдт, Юхан Август (фельдмаршал)
Граф Юхан Август Мейерфельдт-младший (швед. Johan August Meijerfeldt den yngre; 4 мая 1725, Штральзунд, Шведская Померания, Швеция — 21 апреля 1800, Стокгольм, Швеция) — шведский военный деятель и фельдмаршал.

## Биография
Юхан Август Мейерфельдт-младший родился в Штральзунде в семье генерал-губернатора Шведской Померании графа Юхана Августа Мейерфельдта-старшего (1664—1749) и его жены Бригиты Барнеков (1700—1771).
6 мая 1737 года в возрасте двенадцати лет он поступил в Штральзундский полк полковника графа Дона. В 1741 году был произведён в прапорщики. С 1739 года он также учился в Упсальском университете. 3 июня 1744 года назначен командиром роты в лейб-пехотном полку Королевы.
В 1745 году Мейерфельдт поступил на австрийскую службу, на стороне австрийских войск принял участие в сражении при Сооре (1745), в битвах под Кессельсдорфом (1745), при Року (1746) и при Лауфельде (1747). В 1747 году назначен генерал-адъютантом князя цу Вальдек-Пирмонт. Во время войны попал во французский плен, из которого он вышел на свободу в 1748 году по Аахенскому миру.
В 1751 году Мейерфельдт получил звание майора в Штральзундском гарнизонном полке полковника Кронхиорта.
Мейерфельдт принадлежал к придворной партии и был причастен к попыткам королевы Луиза Ульрики укрепить власть королевской семьи. Когда Шведский имперский совет выступил против этих усилий, Мейерфельдт покинул Швецию, поступил на службу к Карлу I Брауншвейг-Вольфенбюттельскому и в 1757 году принял участие в сражении при Хастенбеке.
После вступления Швеции в Семилетнюю войну Мейерфельдт вернулся в Шведскую Померанию и создал в Штральзунде гренадерский батальон из команд трёх немецких полков, с которыми он участвовал в боевых действиях в Померании.
22 октября 1759 года он получил звание подполковника в полку Лёвенфельса. 29 июня 1762 года Мейерфельдт был произведён в армейские полковники .
В 1766 году он был переведён в лейб-пехотный полк Королевы и назначен генерал-адъютантом. 2 мая 1770 года он был назначен командиром Вестерботтенского пехотного полка и 1 ноября 1773 года произведён в генерал-майоры.
27 декабря 1778 года произведён в генерал-лейтенанты и 10 февраля 1779 года назначен командиром Нерке-Вермландского пехотного полка.
Мейерфельдт сыграл значительную роль в русско-шведской войне (1788—1790). После завоевания городка Гёгфорс в июле 1789 года Мейерфельд был произведён в генералы от инфантерии.
16 октября 1789 года король Густав III передал ему командование всеми шведскими сухопутными войсками. После подписания Верельского мирного договора он был произведён в фельдмаршалы (21 августа 1790 года). 29 марта 1791 года ушёл в отставку.
Умер 21 апреля 1800 года в Стокгольме. Похоронен в 2 мая 1800 года в церкви Риддархольмена.

## Список наград
- Орден Меча, рыцарский крест (RSO1kl) (4 декабря 1751)
- Орден Меча, командорский крест (KSO1kl) (27 ноября 1775)
- Орден Меча, командорский крест со звездой (большой крест) (KmstkSO) (1 сентября 1782)
- Орден Меча, рыцарский крест со звездой (брошь в виде меча) (RmstkSO1kl) (19 июля 1790)
- Звание «Одного из лордов королевства» (26 августа 1792)
- Орден Серафимов (RoKavKMO) (1 ноября 1797, акколада 9 апреля 1799)[1]